# 斯梅列科沃
48°48′7″N 22°38′13″E / 48.80194°N 22.63694°E
斯梅列科沃（烏克蘭語：Смереково）是位於烏克蘭西部外喀爾巴阡州裏烏日霍羅德區的村莊，始建於1520年，面積18.46平方公里，海拔高度486米，2001年人口384，人口密度每平方公里20.81人。